# Шахназ Пехлеві
Принцеса Шахназ Пехлеві (перс. شهناز پهلوی; 27 жовтня 1940, Тегеран, Іран) — перша дитина останнього іранського шаха Мохаммеда Реза Пехлеві та його першої дружини, принцеси єгипетської Фавзії.

## Життєпис
Її дідусем і бабусею по материнській лінії були король Єгипту Фуад I і королева Назлі Сабрі, а дідусем і бабусею по батьківській лінії були Реза Пехлеві та Тадж ол-Молук. Вона також є племінницею короля Єгипту Фарука I – таким чином вона двоюрідна сестра останнього єгипетського короля Фуада II.
Колишня принцеса Ірану, вона народилася в Тегерані, але з часів Іранської революції живе у Швейцарії. Шахназ - єдинокровна сестра кронпринця Реза Кір Пехлеві, принцеси Фарахназ Пехлеві, принца Алі Реза Пехлеві II і принцеси Лейли Пехлеві - чотирьох дітей шаха та його третьої дружини, шахбану Фарах Діба.
Під час правління батька Шахназ інвестувала в сільськогосподарські підприємства та заводи зі збирання велосипедів та мотоциклів Honda.

## Шлюби та діти
Перший шлюб (1957-1964) - з Ардеширом Захеді, колишнім міністром закордонних справ Ірану (1966-1971), а в 1960-х і 1970-х послом Ірану в США та Великій Британії. У них є дочка принцеса Захра Махназ (народилася 2 грудня 1958).
Другий шлюб — у лютому 1971 вийшла заміж в іранському посольстві в Парижі за Хосрова Джаханбані. У них народився син Кейхосров Джаханбані (народився в 1971) і дочка Фавзія Джаханбані (народилася в 1973). Чоловік Хосров помер у квітні 2014 від раку.